# Ray Weinberg
Raymond Henry Weinberg AM (ur. 23 października 1926 w Alexandra, zm. 30 maja 2018 w Ballarat) – australijski lekkoatleta, płotkarz, wicemistrz igrzysk Imperium Brytyjskiego w 1950, dwukrotny olimpijczyk.
Odpadł w półfinale biegu na 110 metrów przez płotki na igrzyskach olimpijskich w 1948 w Londynie.
Zdobył srebrny medal w biegu na 120 jardów przez płotki na igrzyskach Imperium Brytyjskiego w 1950 w Auckland, ulegając tylko swemu koledze z reprezentacji Australii Peterowi Gardnerowi, a wyprzedzając obrońcę tytułu mistrzowskiego z 1938 Toma Lavery’ego.
Zajął 6. miejsce w finale biegu na 110 metrów przez płotki na igrzyskach olimpijskich w 1952 w Helsinkach. Na tych samych igrzyskach startował również w sztafecie 4 × 100 metrów i sztafecie 4 × 400 metrów, w obu konkurencjach odpadając w przedbiegach.
Weinberg był mistrzem Australii w biegu na 120 jardów przez płotki w latach 1947/1948, 1949/1950, 1950/1951, 1951/1952 i 1952/1953 oraz wicemistrzem w tej konkurencji w 1946/1947 i 1948/1949, a także mistrzem w biegu na 220 jardów przez płotki w 1950/1951 i 1951/1952 oraz wicemistrzem w 1948/1949 i 1952/1953.
Dwukrotnie poprawiał rekord Australii w biegu na 110 metrów przez płotki doprowadzając go do wyniku 14,0 s (uzyskanego 26 stycznia 1952 w Melbourne, a poprawionego dopiero w 1970). Był również rekordzistą Australii w biegu na 220 jardów przez płotki z wynikiem 23,3 s.
Po zakończeniu kariery zawodniczej był trenerem. Prowadził lekkoatletyczną reprezentację Australii na igrzyskach olimpijskich w 1968 w Meksyku, na których zdobyła dwa złote medale (Ralph Doubell i Maureen Caird). w 2005 otrzymał Order Australii.